# Puig Estela (Girona)
El Puig Estela és una muntanya de 378 metres que es troba al municipi de Girona, a la comarca del Gironès. És força conegut entre excursionistes i biciclistes de muntanya per ser a prop d'una ampla pista forestal que uneix el Castell de Sant Miquel amb la carretera de Girona a Els Àngels.